# Aurelius, New York
Aurelius är en kommun (town) i Cayuga County i delstaten New York. Ortnamnet hedrar kejsaren Marcus Aurelius. Vid 2010 års folkräkning hade Aurelius 2 792 invånare.